# Jean-Louis Margolin
Pour les articles homonymes, voir Margolin.
Jean-Louis Margolin, né en 1952, est un historien français, maître de conférences en histoire contemporaine, spécialiste de Singapour.

## Biographie
Agrégé d'histoire, il est maître de conférences à Aix-Marseille Université. Jean-Louis Margolin est par ailleurs membre du comité de lecture de la revue d'études sud-est asiatiques Moussons. 
Il a été directeur adjoint de l'institut de recherche sur le Sud-Est asiatique (IRSEA) du CNRS et de l'université de Provence, à Marseille.
Spécialiste reconnu de l'Asie au XXe siècle, il s'est consacré à l'analyse du crime politique de masse en Asie de l'Est. Il a collaboré à la rédaction du Livre noir du communisme en intervenant pour le domaine de l'Asie.

## Publications
- 2015, Les Indes et l'Europe. Histoires connectées XVe – XXIe siècles, avec Claude Markovits, Gallimard, Folio[3]
- 2007, Comprendre les génocides du XXe siècle, Bréal ; ouvrage collectif
- 2006, L'Armée de l'empereur : Violences et crimes du Japon en guerre 1937-1945, Armand Colin  (ISBN 2200266979)[4],[5],[6]
- 2005, « Une réévaluation du massacre de Nankin »[7]
- 2003, Les Sociétés, la guerre, la paix (1911-1946), Sedes, ouvrage collectif
- 2002, S-21 ou Le crime impuni des Khmers rouges, ouvrage collectif
- 1999, Mondialisation : Les mots et les choses, Karthala, ouvrage collectif
- 1997, Le Livre noir du communisme, Robert Laffont, ouvrage collectif sous la direction de Stéphane Courtois
- 1992, L'Histoire inhumaine : massacres et génocides des origines à nos jours, ouvrage collectif
- 1989, Singapour, 1959-1987. Genèse d'un nouveau pays industriel, L'Harmattan[8],[9]

## Prix
- 2007 : Grand prix des Rendez-vous de l'histoire[10]